# Leito aquático
O leito é o espaço que pode ser ocupado por um curso d'água, sendo possível distinguir o leito aparente, o leito maior ou leito de inundação, e o leito menor.

## Classificação de leito
O leito do rio pode ser subclassificado em:
- Leito aparente - é o espaço por onde normalmente correm as águas e os materiais que elas transportam.[2]

- Leito de inundação ou leito maior - é o espaço do vale que é inundável em época de cheias. Uma inundação ocorre quando o nível das águas ultrapassa os limites do leito aparente ou leito ordinário, submergindo a área circundante, ou seja, a planície de inundação.[2]

- Leito de estiagem ou Leito menor - corresponde à zona ocupada por uma quantidade menor de água, como acontece, por exemplo, durante a época de estiagem.[3]